# Campionat d'Espanya d'hoquei sobre patins femení 2007
El XV Campionat d'Espanya femení d'hoquei sobre patins fou la quinzena edició del Campionat d'Espanya. Se celebrà el 4, 5 i 6 de maig de 2007 al Poliesportiu de El Llano-Contrueces de Gijón i fou organitzat per la Federació Espanyola de Patinatge. Hi participaren vuit equips, procedents de la lliga catalana, gallega i interautonòmica. El campionat se celebrà en dues fases. La primera es disputà en format de lligueta amb dos grups de quatre equips cadascun. Els dos primers classificats de cadascun dels grups accediren a la següent fase. La segona es disputà en format d'eliminació directa, amb semifinals i final. Així mateix, es decidí amb el mateix format la cinquena i vuitena posició de la competició. Es proclamà campió el Club Patí Voltregà, que aconseguí el seu quart campionat d'Espanya.

## Clubs participants
- Club Patín Alcorcón
- Club Patín Ávila
- Biesca Gijón Hockey Club
- Club Patín Mash
- Grup Clima Mataró
- Club Ureca
- Vigo Stick
- Calzedonia Voltregà

## Primera fase

### Fase regular
| 4 de maig de 2007  | Calzedonia Voltregà | 6-1     | CP Alcorcón | Gijón                               |  |
| 09:00 CET Partit 1 |                     | Informe |             | Poliesportiu de El Llano-Contrueces |  |

| 4 de maig de 2007  | Vigo Stick | 3-1     | CP Àvila | Gijón                               |  |
| 10:15 CET Partit 2 |            | Informe |          | Poliesportiu de El Llano-Contrueces |  |

| 4 de maig de 2007  | CP Mash | 0-16    | Grup Clima Mataró | Gijón                               |  |
| 11:30 CET Partit 3 |         | Informe |                   | Poliesportiu de El Llano-Contrueces |  |

| 4 de maig de 2007  | Club Ureca | 1-6     | Biesca Gijón HC | Gijón                               |  |
| 12:45 CET Partit 4 |            | Informe |                 | Poliesportiu de El Llano-Contrueces |  |

| 4 de maig de 2007  | CP Àvila | 1-7     | Calzedonia Voltregà | Gijón                               |  |
| 16:00 CET Partit 5 |          | Informe |                     | Poliesportiu de El Llano-Contrueces |  |

| 4 de maig de 2007  | Vigo Stick | 1-8     | CP Alcorcón | Gijón                               |  |
| 17:15 CET Partit 6 |            | Informe |             | Poliesportiu de El Llano-Contrueces |  |

| 4 de maig de 2007  | Club Ureca | 0-8     | Grup Clima Mataró | Gijón                               |  |
| 18:30 CET Partit 7 |            | Informe |                   | Poliesportiu de El Llano-Contrueces |  |

| 4 de maig de 2007  | Biesca Gijón HC | 22-1    | CP Mash | Gijón                               |  |
| 19:45 CET Partit 8 |                 | Informe |         | Poliesportiu de El Llano-Contrueces |  |

| 5 de maig de 2007  | CP Mash | 1-3     | Club Ureca | Gijón                               |  |
| 09:00 CET Partit 9 |         | Informe |            | Poliesportiu de El Llano-Contrueces |  |

| 5 de maig de 2007   | Grup Clima Mataró | 1-1     | Biesca Gijón HC | Gijón                               |  |
| 10:15 CET Partit 10 |                   | Informe |                 | Poliesportiu de El Llano-Contrueces |  |

| 5 de maig de 2007   | Calzedonia Voltregà | 5-1     | Vigo Stick | Gijón                               |  |
| 11:30 CET Partit 11 |                     | Informe |            | Poliesportiu de El Llano-Contrueces |  |

| 5 de maig de 2007   | CP Alcorcón | 4-1     | CP Àvila | Gijón                               |  |
| 12:45 CET Partit 12 |             | Informe |          | Poliesportiu de El Llano-Contrueces |  |

### Classificació
Es classificaren per a les semifinals pel títol el Calzedònia Voltregà i el CP Alcorcón, del grup A, i el Biesca Gijón HC i el Grup Clima Mataró, del grup B. El Vigo Stick, el CP Ávila, el Club Ureca i el CP Mash disputaren les semifinals pel cinquè lloc.
|                                       | Equip classificat per les semifinals     |
|                                       | Equip classificat pel cinquè i sisè lloc |
| Nota: Noms dels equips segons l'època |                                          |

| Pos | Equip               | PJ | PG | PE | PP | GF | GC | DG  | Pts |
| --- | ------------------- | -- | -- | -- | -- | -- | -- | --- | --- |
| 1   | Calzedonia Voltregà | 3  | 3  | 0  | 0  | 18 | 3  | +15 | 6   |
| 2   | CP Alcorcón         | 3  | 2  | 0  | 1  | 13 | 8  | +5  | 4   |
| 3   | Vigo Stick          | 3  | 1  | 0  | 2  | 5  | 14 | −9  | 2   |
| 4   | CP Ávila            | 3  | 0  | 0  | 3  | 3  | 14 | −11 | 0   |

| Pos | Equip             | PJ | PG | PE | PP | GF | GC | DG  | Pts |
| --- | ----------------- | -- | -- | -- | -- | -- | -- | --- | --- |
| 1   | Biesca Gijón HC   | 3  | 2  | 1  | 0  | 29 | 3  | +26 | 5   |
| 2   | Grup Clima Mataró | 3  | 2  | 1  | 0  | 25 | 1  | +24 | 5   |
| 3   | Club Ureca        | 3  | 1  | 0  | 2  | 4  | 19 | −15 | 2   |
| 4   | CP Mash           | 3  | 0  | 0  | 3  | 2  | 39 | −37 | 0   |

## Segona fase

### Cinquè i vuitè lloc

#### Quadre de competició
|  | Cinquè i vuitè lloc | Cinquè i vuitè lloc |                     |   | Cinquè lloc | Cinquè lloc |
|  |                     |                     |                     |   |             |             |
|  | 5 de maig 16:00 CET |                     |                     |   |             |             |
|  |                     |                     |                     |   |             |             |
|  | Vigo Stick          | 2                   |                     |   |             |             |
|  | Vigo Stick          | 2                   | 6 de maig 10:15 CET |   |             |             |
|  | CP Mash             | 1                   |                     |   |             |             |
|  | CP Mash             | 1                   | Vigo Stick          | 1 |             |             |
|  | 5 de maig 17:15 CET |                     | Vigo Stick          | 1 |             |             |
|  |                     | CP Àvila            | 6                   |   |             |             |
|  | Club Ureca          | CP Àvila            | 6                   | 0 |             |             |
|  | Club Ureca          |                     |                     | 0 |             |             |
|  | CP Àvila            | 1                   |                     |   |             |             |
|  | CP Àvila            | 1                   | Setè lloc           |   |             |             |
|  |                     |                     |                     |   |             |             |
|  | 6 de maig 9:00 CET  |                     |                     |   |             |             |
|  |                     |                     |                     |   |             |             |
|  | CP Mash             | 1                   |                     |   |             |             |
|  | CP Mash             | 1                   |                     |   |             |             |
|  | Club Ureca          | 6                   |                     |   |             |             |

#### Cinquè i vuitè lloc
| 5 de maig de 2007        | Vigo Stick | 2-1     | CP Mash | Gijón                               |  |
| 16:00 CET Eliminatòria 1 |            | Informe |         | Poliesportiu de El Llano-Contrueces |  |

| 5 de maig de 2007        | Club Ureca | 0-1     | CP Àvila | Gijón                               |  |
| 17:15 CET Eliminatòria 2 |            | Informe |          | Poliesportiu de El Llano-Contrueces |  |

#### Setè lloc
| 6 de maig de 2007   | CP Mash | 1-6     | Club Ureca | Gijón                               |  |
| 09:00 CET Setè lloc |         | Informe |            | Poliesportiu de El Llano-Contrueces |  |

#### Cinquè lloc
| 5 de maig de 2007     | Vigo Stick | 0-2     | CP Àvila | Gijón                               |  |
| 10:15 CET Cinquè lloc |            | Informe |          | Poliesportiu de El Llano-Contrueces |  |

### Fase final

#### Quadre de competició
|  | Semifinals          | Semifinals      |                     |   | Final | Final |
|  |                     |                 |                     |   |       |       |
|  | 5 de maig 18:30 CET |                 |                     |   |       |       |
|  |                     |                 |                     |   |       |       |
|  | Calzedonia Voltregà | 5               |                     |   |       |       |
|  | Calzedonia Voltregà | 5               | 6 de maig 12:45 CET |   |       |       |
|  | Grup Clima Mataró   | 1               |                     |   |       |       |
|  | Grup Clima Mataró   | 1               | Calzedonia Voltregà | 4 |       |       |
|  | 5 de maig 19:45 CET |                 | Calzedonia Voltregà | 4 |       |       |
|  |                     | Biesca Gijón HC | 1                   |   |       |       |
|  | Biesca Gijón HC     | Biesca Gijón HC | 1                   | 3 |       |       |
|  | Biesca Gijón HC     |                 |                     | 3 |       |       |
|  | CP Alcorcón         | 0               |                     |   |       |       |
|  | CP Alcorcón         | 0               | Tercer i quart lloc |   |       |       |
|  |                     |                 |                     |   |       |       |
|  | 6 de maig 11:30 CET |                 |                     |   |       |       |
|  |                     |                 |                     |   |       |       |
|  | CP Alcorcón         | 2               |                     |   |       |       |
|  | CP Alcorcón         | 2               |                     |   |       |       |
|  | Grup Clima Mataró   | 8               |                     |   |       |       |

#### Semifinals
El Calzedonia Voltregà i Biesca Gijón HC accediren a la final del campionat, guanyant les seves semifinals per 5 a 1 i 3 a 0, respectivament.
| 5 de maig de 2007     | Calzedonia Voltregà | 5-1     | Grup Clima Mataró | Gijón                               |  |
| 18:30 CET Semifinal 1 |                     | Informe |                   | Poliesportiu de El Llano-Contrueces |  |

| 5 de maig de 2007     | Biesca Gijón HC | 3-0     | CP Alcorcón | Gijón                               |  |
| 19:45 CET Semifinal 2 |                 | Informe |             | Poliesportiu de El Llano-Contrueces |  |

#### Tercer i quart lloc
En el partit pel tercer lloc, guanyà amb contundència el Grup Clima Mataró al CP Alcorcón per 8 a 2, amb gols de Tània Pardo (2), Carla Sariol (2), Natàlia Puig, Ivet Comas, Sofia González, i Anaïs Ramírez. Per al conjunt d'Alcorcón marcà els dos gols Claire Currey.
| 6 de maig de 2007             | CP Alcorcón | 2-8     | Grup Clima Mataró                                          | Gijón                               |  |
| 11:30 CET Tercer i quart lloc | Currey (2)  | Informe | Pardo (2) · Sariol (2) · Puig · Comas · González · Ramírez | Poliesportiu de El Llano-Contrueces |  |

## Final
El Calzedonia Voltregà i Biesca Gijón HC disputaren la final del XV Campionat d'Espanya d'hoquei sobre patins. S'imposà el club osonenc per 4 a 1 amb gols de Daniela Guerrero, Mònica Piosa, Anna Romero i Carla Giudicci, mentre que per part asturiana marcà Natasha Lee. El CP Voltregà guanyà el seu quart campionat d'Espanya, el tercer de forma consecutiva des de 2005, i el seu segon títol de la temporada, després d'haver guanyat la Copa de la Reina.
| Calzedonia Voltregà                  | 4‐1     | Biesca Gijón HC |
| ------------------------------------ | ------- | --------------- |
| Guerrero · Piosa · Romero · Giudicci | Informe | Lee             |

Poliesportiu de El Llano-Contrueces, Gijón
| Calzedonia Voltregà | Biesca Gijón HC |

| #           | Pos. | Nom                  |  |
| ----------- | ---- | -------------------- |  |
| 1           | POR  | Laia Vives           |  |
| 3           |      | María Ferrón         |  |
| 4           |      | Daniela Guerrero     |  |
| 5           |      | Silvia Romero        |  |
| 6           |      | Mònica Piosa         |  |
| 7           |      | Anna Romero          |  |
| 8           |      | Montserra Caralt     |  |
| 9           |      | Carla Giudicci       |  |
| 10          |      | Meritxell Puigdemunt |  |
| Entrenador  |      |                      |  |
| Raül Doblas |      |                      |  |

| Campió d'Espanya d'hoquei sobre patins 2007 |
| ------------------------------------------- |
| Calzedonia Voltregà Quart títol             |

| #             | Pos. | Nom             |  |
| ------------- | ---- | --------------- |  |
| 1             | POR  | Teresa Uxía     |  |
| 2             |      | Natasha Lee     |  |
| 3             |      | María Martínez  |  |
| 4             |      | Leticia Inestal |  |
| 5             |      | Marta Soler     |  |
| 6             |      | Barbara García  |  |
| 7             |      | Ainhoa García   |  |
| 8             |      | Carla García    |  |
| 9             |      | María Fernández |  |
| 10            | POR  | Christina Klein |  |
| 11            |      | Manuela Suárez  |  |
| Entrenador    |      |                 |  |
| Daniel Sierra |      |                 |  |

## Classificació final
| Classificació final | Classificació final | Classificació final | Classificació final | Classificació final | Classificació final | Classificació final | Classificació final | Classificació final |
| Pos.                | Club                | PJ                  | PG                  | PE                  | PP                  | GF                  | GC                  | DF                  |
| ------------------- | ------------------- | ------------------- | ------------------- | ------------------- | ------------------- | ------------------- | ------------------- | ------------------- |
| 1                   | Calzedonia Voltregà | 5                   | 5                   | 0                   | 0                   | 27                  | 5                   | +22                 |
| 2                   | Biesca Gijón HC     | 5                   | 3                   | 1                   | 1                   | 33                  | 4                   | +29                 |
| 3                   | Grup Clima Mataró   | 5                   | 3                   | 1                   | 1                   | 34                  | 8                   | +26                 |
| 4                   | CP Alcorcón         | 5                   | 2                   | 0                   | 3                   | 15                  | 19                  | -4                  |
| 5                   | Vigo Stick          | 5                   | 2                   | 0                   | 3                   | 8                   | 21                  | -13                 |
| 6                   | CP Ávila            | 5                   | 1                   | 0                   | 4                   | 10                  | 15                  | -5                  |
| 7                   | Club Ureca          | 5                   | 1                   | 0                   | 4                   | 8                   | 23                  | -15                 |
| 8                   | CP Mash             | 5                   | 0                   | 0                   | 5                   | 4                   | 49                  | -45                 |